# Chauchat
Il fusil mitrailleur Mle 1915 CSRG (/ʃoʃa/, noto anche come Chauchat) è un fucile mitragliatore prodotto in Francia durante la prima guerra mondiale.

## Storia
Nel 1914, le truppe francesi entrarono in guerra prive di un'arma leggera di squadra. Risultò presto evidente la necessità, nel contesto della guerra moderna, di dotare il plotone di fanteria di un'arma manovrabile e contemporaneamente dotata di grande potenza di fuoco. L'idea di base, che era di dotare le squadre di fanteria francesi di un'arma automatica più leggera e manovrabile delle mitragliatrici per consentire un appoggio di fuoco mobile durante l'assalto, derivava dalla dottrina tattica francese dell' "élan" (slancio), cioè dell'assalto furioso alla baionetta della fanteria contro il nemico, supportato dal fuoco delle mitragliatrici e dalle cariche della cavalleria. Tale tattica, che faceva meraviglie nelle esercitazioni, si era brutalmente infranta contro il fuoco delle efficientissime mitragliatrici tedesche nell'agosto 1914 durante la Battaglia delle Frontiere: le ondate di fanteria francese, in tunica blu e calzoni rossi, erano state inesorabilmente falciate senza aver mai raggiunto il tanto agognato contatto con il nemico. Era evidente, per l'Etat-Major francese, che occorreva un'arma automatica portatile in grado di contrastare le mitragliatrici avversarie.
Si trattava di un'idea avveniristica e rivoluzionaria per quei tempi, che negli anni a venire sarebbe stata in effetti adottata da tutti gli eserciti del mondo: ma all'epoca, mancava in Francia una tale arma. Sotto l'impulso diretto del generale Joseph Joffre fu deciso di adottare allo scopo la CSRG Mle 1915 per il suo basso costo e per le attrezzature relativamente poco specializzate necessarie per la sua produzione.
Quest'arma derivava da un prototipo del 1911, la mitragliatrice leggera CS, camerata per la munizione 8 × 50 mm R Lebel d'ordinanza dell'Esercito Francese. Questo prototipo era stato progettato dal colonnello Louis Chauchat e dal controllore di armi Charles Sutter ed era realizzato presso le officine Atelier de construction de Puteaux (APX). Dopo l'adozione, la produzione in grande serie per l'esercito francese e per l'esportazione fu effettuata dallo stabilimento della Cycles Gladiator di Pré-Saint-Gervais, diretto da Paul Ribeyrolles, e, a partire dal 1918, dalla società SIDARME. L'acronimo "CSRG" deriva dalle iniziali di questi elementi: Chauchat, Sutter, Ribeyrolles e Gladiator.

## Tecnica
L'arma impiega il sistema del lungo rinculo di canna, brevettato da Browning nel 1900 ed utilizzato dal 1903 sul fucile semiautomatico da caccia FN/Browning "Auto-5", sul Remington Model 8 del 1906 e sulla pistola Frommer Stop del 1911, nel quale la canna e l'otturatore sono bloccati durante la corsa del rinculo stesso per la lunghezza superiore a quella della cartuccia.
L'otturatore è cilindrico, scorrevole, con chiusura ad alette e testa girevole; è in due parti, viene sbloccato e resta arretrato traendo il bossolo finché la canna non avanza. Un estrattore a molla estrae il bossolo, espellendolo dall'apertura sulla culatta a destra e la canna rilascia poi l'otturatore che, sotto la spinta della molla di riarmo, torna in chiusura, sfila e incamera una nuova cartuccia. Nel frattempo, la rotazione della testa dell'otturatore è impedita da camme coniche che vi si inseriscono. Non appena la cartuccia viene incamerata, queste ultime rientrano e il corpo dell'otturatore può ruotare per bloccarsi alla canna. Il raffreddamento è ad aria tramite un radiatore in alluminio, coperto da un copricanna forato. Un meccanismo inutilmente complesso, con molte parti mobili e di difficile manutenzione: sarebbe bastata una semplice testa rotante con alette di bloccaggio fisse e contrapposte, già ben nota all'epoca.
La qualità delle componenti dell'arma non è omogenea. Il carrello portaotturatore e tutte le parti in movimento sono in acciaio fresato nel pieno, ad alta precisione ed intercambiabili. La canna invece era quella di un normale fucile a otturatore girevole-scorrevole Lebel Modèle 1886, accorciata alla volata. Il manicotto di raffreddamento è in fusione di alluminio nervato. Il copricanna invece è un semplice tubo, tradendo l'attività prebellica della Gladiator nel settore dei motocicli. Il castello ed il resto dell'arma è in semplici lastre di lamiera stampata, fissate con rivetti che, surriscaldandosi, tendevano ad allentarsi. Perdipiù, la molla di recupero e riarmo dell'otturatore è piuttosto debole, nonostante sia alquanto lunga, e spesso non riesce a riarmarlo.

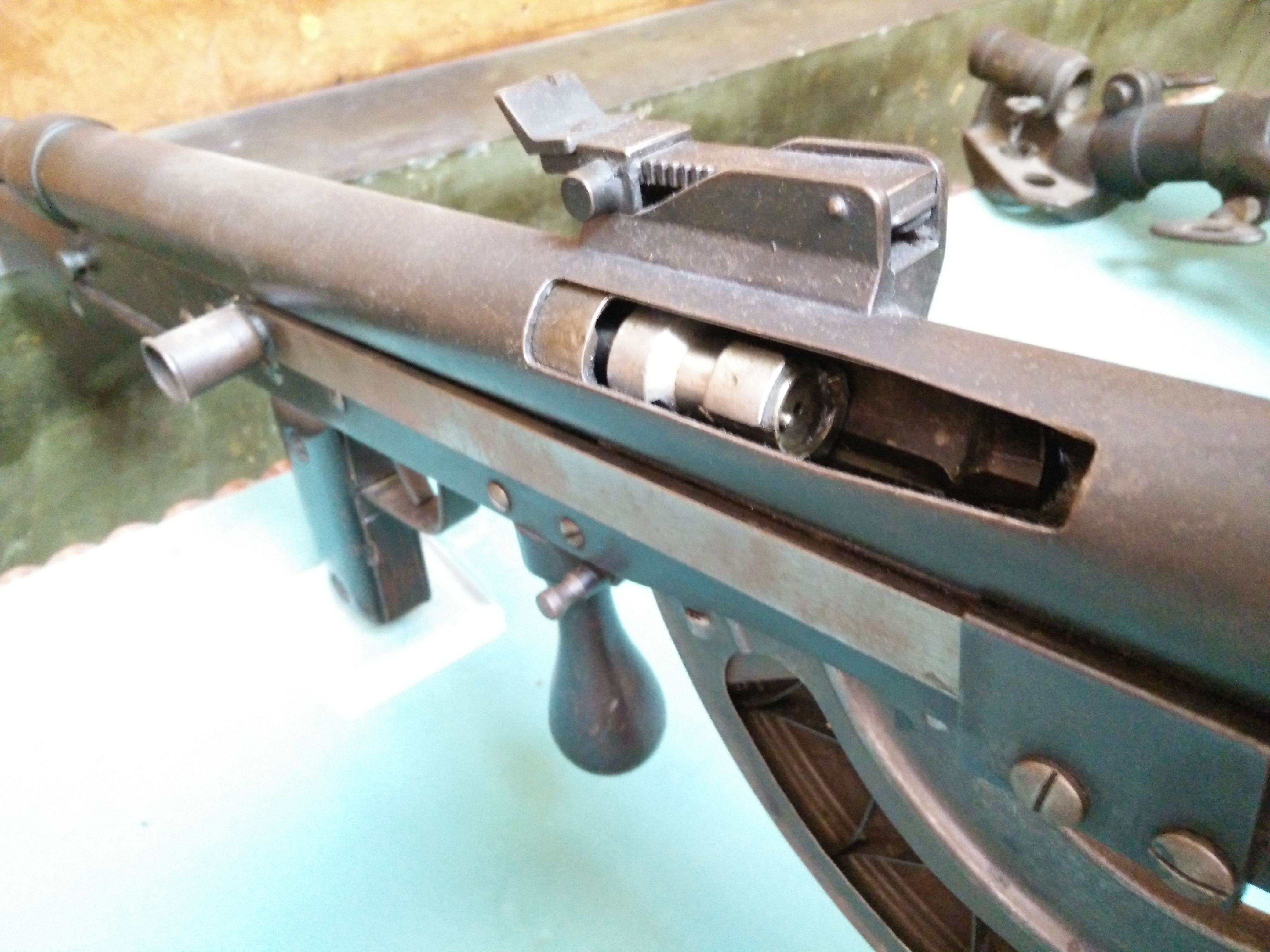
Vista frontale della faccia anteriore dell'otturatore del FM Chauchat, con in evidenza il percussore. Si notano anche le due impugnature con cui il tiratore cercava di mantenere il peso dell'arma, aiutandosi con la cinghia in dotazione.

Il calcio, l'impugnatura a pistola e l'impugnatura anteriore, posta tra ponticello e serbatoio caricatore, sono in legno. Il caricatore è semicircolare (modello francese "M1915") o curvo ("M1918" costruito per l'esercito americano). L'arma è stata inizialmente prodotta, oltre che nel calibro francese 8 × 50R mm Lebel, anche nel .30-06 per la versione Mle 1918 americana. Le armerie belghe riconvertirono gli esemplari in dotazione per camerare la loro cartuccia 7,65 × 53 mm Mauser, mentre le controparti jugoslave e polacche fecero lo stesso con la cartuccia 7,92 × 57 mm Mauser.

## L'impiego operativo
Nonostante l'aspetto robusto e massiccio, la qualità costruttiva è stato spesso criticata, soprattutto per i frequenti inceppamenti causati dal caricatore semi-circolare che non era certo l'ideale per un'alimentazione corretta: il Chauchat in calibro 8x50 mm Lebel funzionava bene solo a costo di una grande attenzione nella scelta e nel riempimento dei caricatori. I meccanismi interni erano mal protetti contro l'intrusione di polvere e fango e richiedeva una meticolosa e costante manutenzione da parte dei serventi, tanto che il suo impiego richiedeva spesso quattro uomini invece dei due inizialmente previsti. I congegni di mira spesso non erano correttamente allineati e dovevano essere azzerati dai serventi. Infine la canna, mal dimensionata, si surriscaldava rapidamente imponendo l'impiego dell'arma solo in brevi raffiche o addirittura a colpo singolo. Il Chauchat "americano" in .30-06 risultò addirittura più problematico a causa di gravi problemi nella fase di estrazione del bossolo, a causa di una cattiva finitura della camera di scoppio. In più, i cattivi trattamenti termici causavano frequenti rotture della meccanica che erano ancora più frequenti nel modello calibro 30.06 a causa della maggior potenza di questa munizione. 

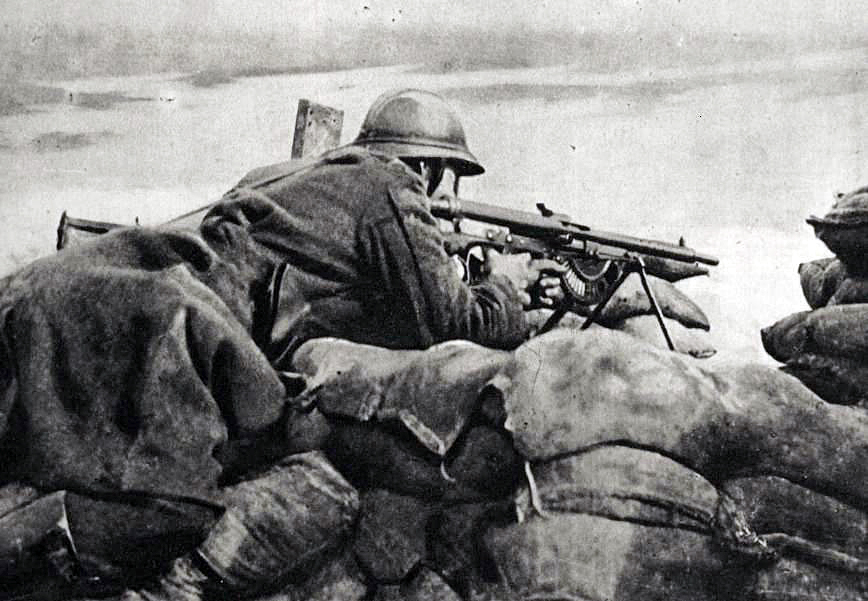
Mitragliere belga di guardia alla sua trincea nel 1918: impugna un CSRG Mle 1915.

Con tutti questi difetti, il Chauchat fu massicciamente prodotto e impiegato per tutta la 1ª guerra mondiale e ampiamente fornito agli alleati della Francia: secondo i rapporti dei comandanti che l'ebbero in dotazione, era un'arma devastante a breve distanza e molto utile negli assalti e nelle incursioni nelle trincee ma era talmente problematica che i pur notevoli vantaggi che in teoria avrebbe assicurato, venivano vanificati dall'inaffidabilità generale.
Il Chauchat fu fornito in larga scala alle truppe statunitensi giunte in Francia nel 1918, che lo impiegarono in mancanza di meglio, finché l'entrata in servizio del molto più efficiente BAR M1918 relegò lo Chauchat nei magazzini. Secondo le fonti ufficiali, 262.000 CSRG Mle 1915 furono prodotti in totale in tre anni; dopo la guerra, le autorità francesi aprirono un'inchiesta ufficiale per appurare le responsabilità dei costruttori nelle scadenti qualità dell'arma, ben al di sotto delle specifiche militari: ma man mano che emergevano sempre più stretti coinvolgimenti e connivenze tra alte sfere militari e ditte appaltatrici, l'inchiesta venne via via smorzandosi e approdò nel nulla.

## Utilizzatori
- Belgio: 6.935
- Bulgaria: preda bellica
- Finlandia: 5.000

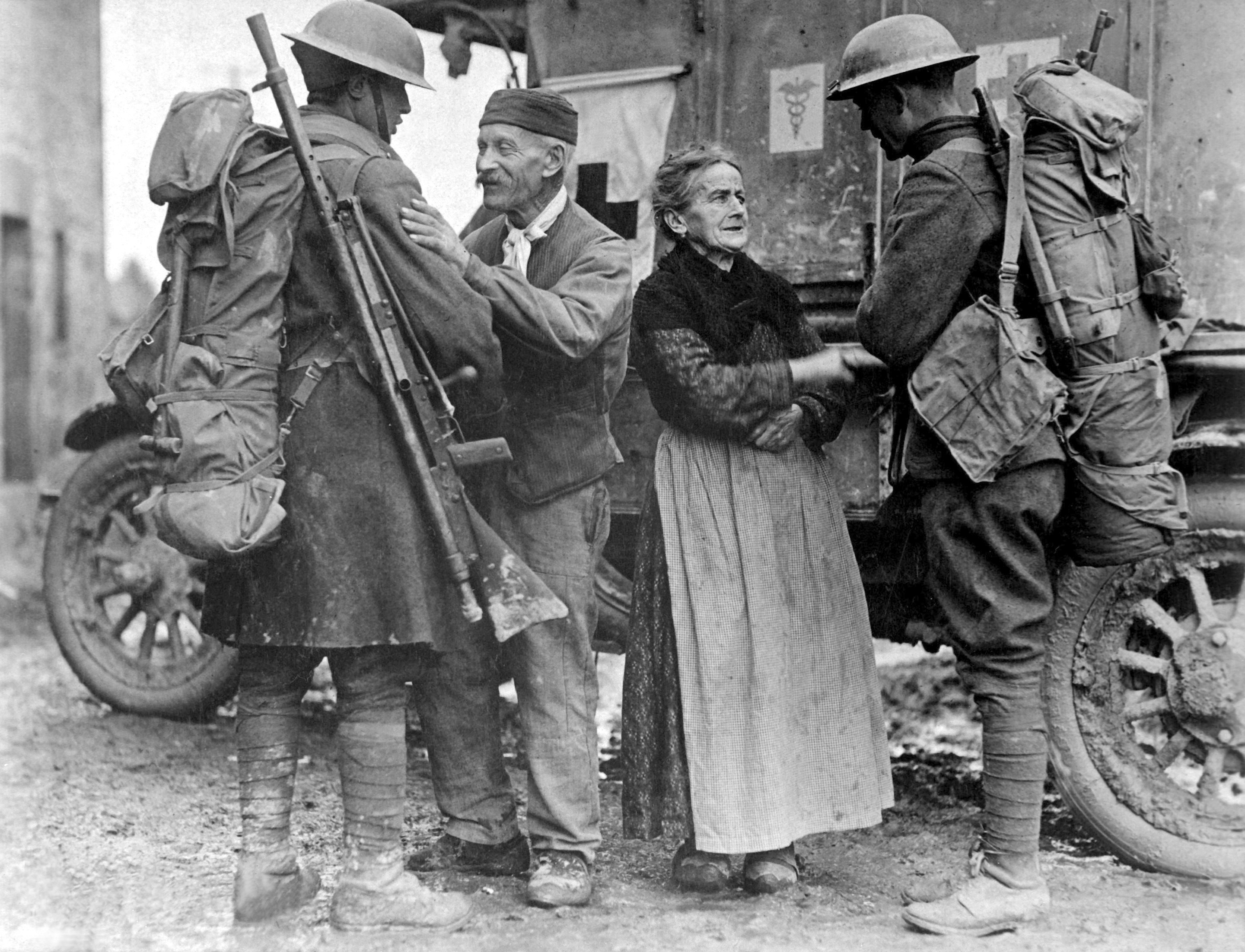
Soldati americani liberano una città francese nel 1918. Il soldato sulla sinistra trasporta in spalla uno Chauchat.

- Francia: oltre 120.000 assegnati a livello di squadra e schierati in prima linea tra l'aprile 1916 e il novembre 1918.
- Grecia: 3.980
- Russia: 6.100[2]
- Impero tedesco: preda bellica
- Regno d'Italia: 1.729
- Regno di Serbia: 3.838
- Romania: 7.200
- Spagna repubblicana: 8.650
- Polonia: 11.869
- Stati Uniti (1917–1918): 16.000 in 8 mm Lebel e 18.000 in 30-06.